# G. A. Brittain

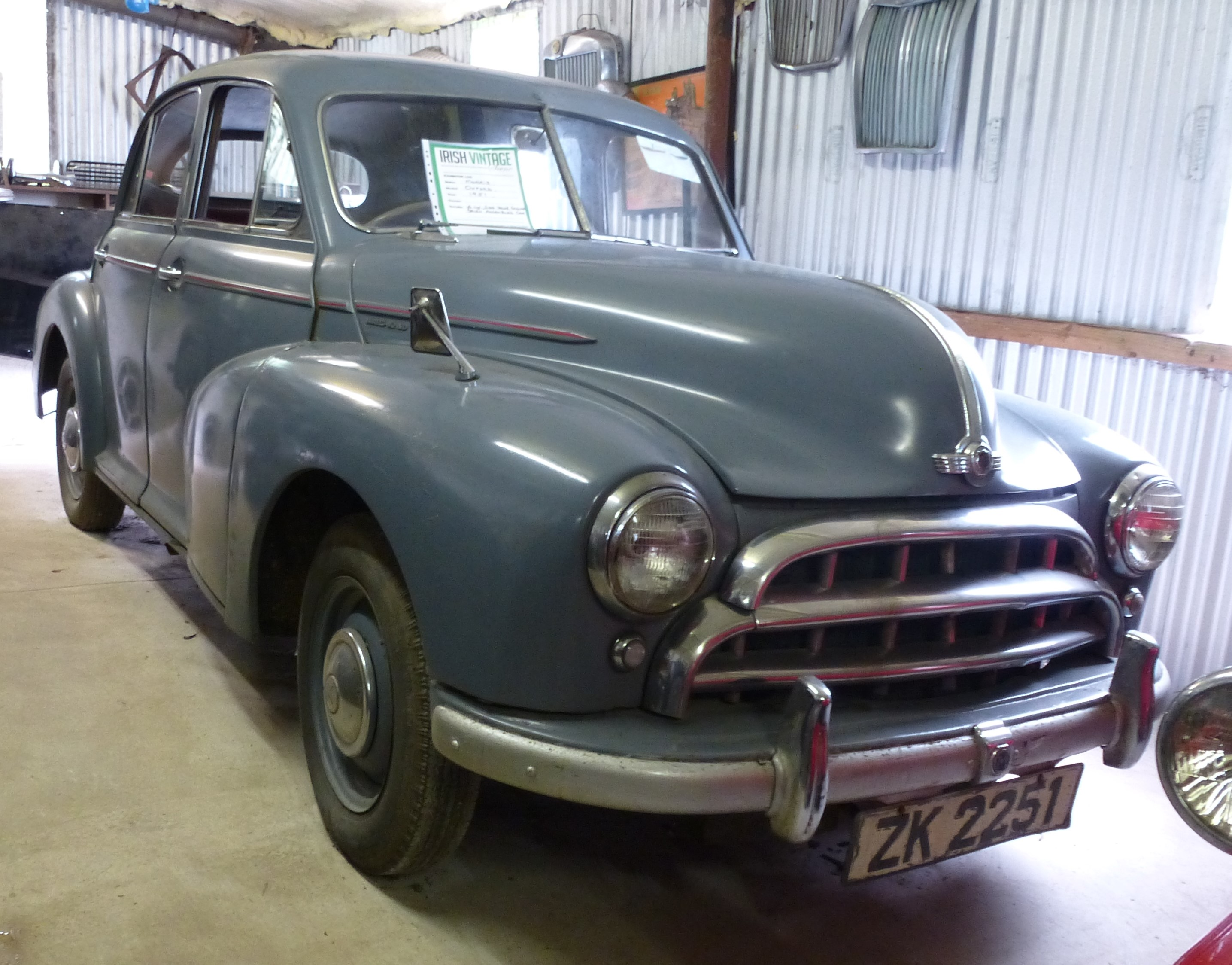
Morris Oxford aus irischer Produktion

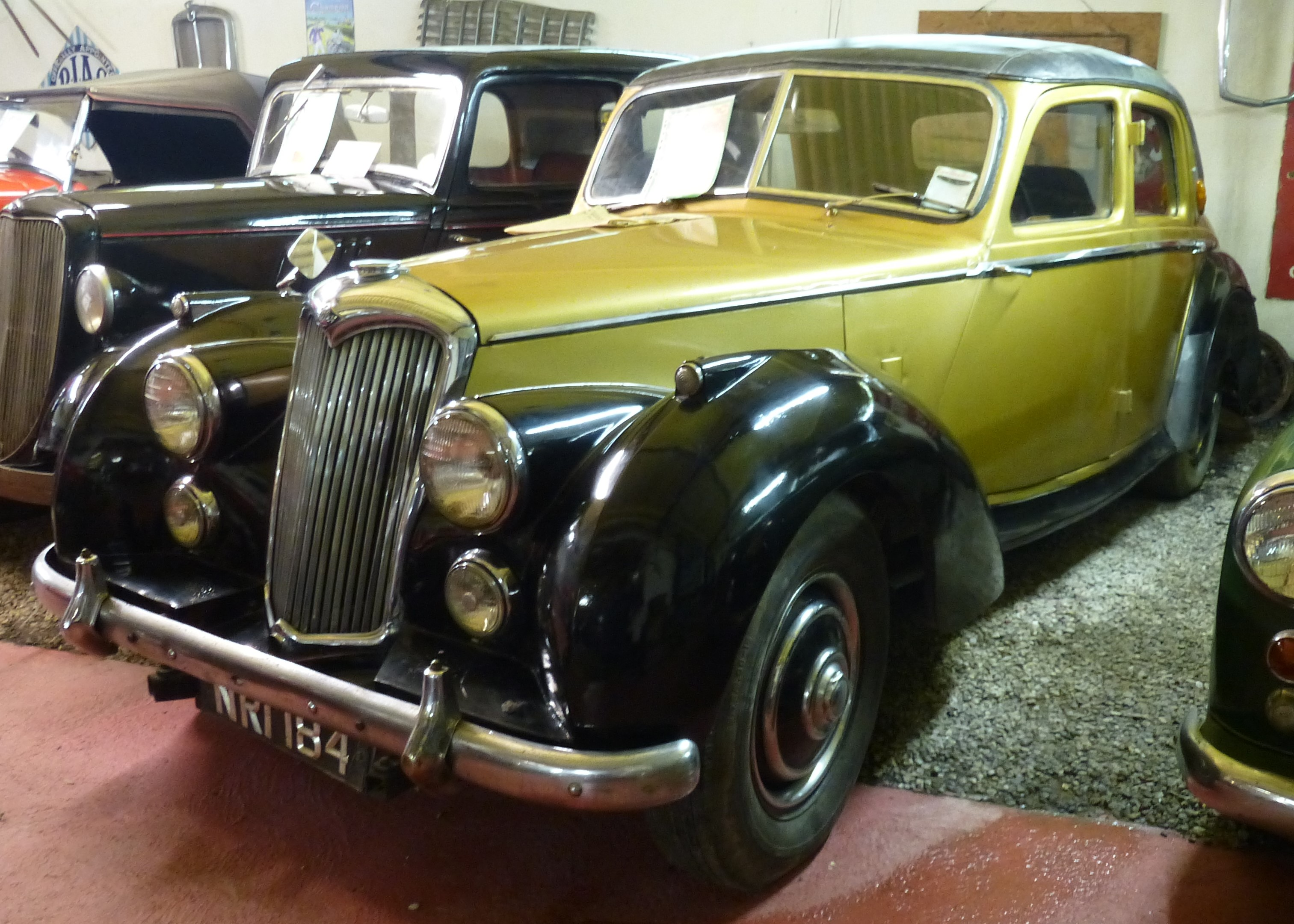
Riley RME aus irischer Produktion

G. A. Brittain war ein Montagewerk für Kraftfahrzeuge und damit Teil der Automobilindustrie in Irland.

## Unternehmensgeschichte
George A. Brittain gründete 1913 das Unternehmen in Dublin als Autohaus. Er vertrieb Fahrzeuge von Morris, Lancia und Unic. Im Herbst 1934 begann die Montage von Automobilen. Die Teile kamen von Morris und ab 1935 auch von Riley. Ab 1935 leitete der Sohn Vincent das Unternehmen, als sich George nach England zurückzog. Er gab den Autohandel auf.
1966 kam es zur Fusion mit Lincoln & Nolan zur B. L. N. Motor Company.

## Fahrzeuge
Gesichert überliefert sind Morris Eight, ab 1948 Morris Minor, Morris Oxford der Serie MO und Morris 1100. Der Minor unterschied sich vom Original dadurch, dass Kühlergrill und Felgen in Wagenfarbe waren und die Scheiben ein Kleeblatt anstelle des Triplex-Zeichens aufwiesen. Daneben entstand der Mini als Morris Mini Minor.
Von Riley wurden 1946 vierzig RMA montiert, von denen eines 2014 für 9000 Pfund Sterling versteigert wurde. Ebenso wurde der RMB montiert, der in England die Bauzeit von 1947 bis 1952 hatte. Ein erhalten gebliebenes Fahrzeug wurde 2011 für 7700 Pfund Sterling versteigert. Außerdem ist der Elf überliefert. Dabei ist unklar, ob er bereits vor der Fusion 1966 montiert wurde.

## Produktionszahlen
Nachstehend die Zulassungszahlen in Irland für Morris- und Riley-Fahrzeuge aus den Jahren, in denen G. A. Brittain sie montierte. Die Zahlen des letzten Jahres beinhalten auch die Montagen beim Nachfolgeunternehmen, da eine Splittung innerhalb eines Jahres nicht möglich ist.
| Jahr      | Morris        | Riley         | Summe         |
| --------- | ------------- | ------------- | ------------- |
| 1934      | nicht bekannt |               | nicht bekannt |
| 1935      | nicht bekannt | nicht bekannt | nicht bekannt |
| 1936      | 833           | 50            | 883           |
| 1937      | 1.352         | 44            | 1.396         |
| 1938      | 1.324         | nicht bekannt | 1.324         |
| 1939      | 1.103         | nicht bekannt | 1.103         |
| 1940–1953 | nicht bekannt |               | nicht bekannt |
| 1954      | 4.716         |               | 4.716         |
| 1955      | 4.958         |               | 4.958         |
| 1956      | 2.559         | 19            | 2.578         |
| 1957      | 2.641         | 7             | 2.648         |
| 1958      | 3.805         | 53            | 3.858         |
| 1959      | 3.791         | 70            | 3.861         |
| 1960      | 4.593         | 76            | 4.669         |
| 1961      | 4.700         | 59            | 4.759         |
| 1962      | 5.209         | 33            | 5.242         |
| 1963      | nicht bekannt | nicht bekannt | nicht bekannt |
| 1964      | 6.250         | nicht bekannt | 6.250         |
| 1965      | 6.042         | 42            | 6.084         |
| 1966      | 6.170         | 115           | 6.285         |
| Summe     | 60.046        | 568           | 60.614        |